# Basic Service Set
Basic Service Set (BSS) – grupa logicznie powiązanych urządzeń bezprzewodowych w sieciach bezprzewodowych standardu IEEE 802.11.
Urządzenia te mogą się komunikować na dwa sposoby:
- IBSS niezależny – bezpośrednio z sobą (sieci ad hoc)
- BSS strukturalny – za pośrednictwem punktów dostępowych.

Urządzenia bezprzewodowe należące do tego samego BSS mają ustawiony ten sam numer BSSID.